# Animal Practice
Animal Practice est une série télévisée américaine en neuf épisodes de 23 minutes créée par Alessandro Tanaka et Brian Gatewood, dont six épisodes ont été diffusés entre le 12 août et le 24 octobre 2012 sur le réseau NBC aux États-Unis et sur le réseau Global au Canada.
Cette série est inédite dans tous les pays francophones.

## Synopsis
Rencontrez le Dr George Coleman, un grand vétérinaire de New York. Avec un style de fonctionnement peu orthodoxe, le succès de George vient de son talent indéniable avec des animaux de toutes sortes mais pas avec leurs propriétaires.
Dorothy Rutledge détenait autrefois la clé du cœur de George, mais aujourd'hui, elle détient aussi la clé de l'entreprise puisqu’elle reprend Animal Hospital Crane. Non seulement elle est le nouveau patron de George, mais son histoire amoureuse avec lui et son manque d'expérience avec les animaux crampes sérieusement son style. Dorothy est intelligente et ambitieuse, et elle va faire payer George pour ses actes commis dans le passé. Inutile de dire, il est déterminé à ne pas faire des changements dans sa vie qui comprend les jeux de poker avec un chimpanzé résident.

## Distribution

### Acteurs principaux
- Justin Kirk : Dr George Coleman
- Joanna García : Dorothy Rutledge
- Bobby Lee (en) : Dr Kim Yamamoto
- Tyler Labine : Dr Doug Jackson
- Kym Whitley (en) : Juanita
- Betsy Sodaro (en) : Betsy
- Crystal the Monkey : Dr Zaius

### Invités
- Trevor Hammonds : Pet Owner (6 épisodes)
- Samantha Larsen : Veterinarian (5 épisodes)
- Jodie Mann : Nurse Judy (4 épisodes)
- Matt Walsh : Alan Waxman (épisode 1)
- Jessica Makinson (en) : Trudy (épisode 1)
- Paul Rust : Jerry (épisode 3)
- Kenny Ridwan (en) : Young Yamamoto (épisode 3)
- Jacob Hopkins : Connor (épisode 3)
- Brian Huskey (en) : Nurse Howard (épisodes 4, 5 et 7)
- June Diane Raphael : Dr Jill Leiter (épisodes 4 à 6)
- Kevin Heffernan : Max Ricketts (épisode 4)
- Laura Spencer : Sarah (épisode 4)
- Drew Tarver (en) : Todd (épisode 4)
- Pat Kiernan (en) : lui-même (épisode 4)
- Annie Potts : Virginia Coleman, mère de George (épisodes 5 et 9)
- Wyatt Oleff : Young George (épisode 5)
- Chris Williams (en) : Hubert Queel (épisode 6)
- Steve Hely (en) : Nurse McGarrity (épisode 6)
- Christina Pickles : Sabrina French (épisode 7)
- Fiona Gubelmann : Tinsley French (épisode 7)
- Mark Proksch (en) : Gary (épisode 7)
- Adam Goldberg : lui-même (épisode 7)
- Andrea Rosen (en) : Ms Mosely (épisode 8)
- Christopher Rich : Jack Jackson (épisode 9)
- Vernee Watson-Johnson : Evelyn (épisode 9)

## Développement
Le développement de la série a débuté en septembre 2011 sous le titre Animal Kingdom. En janvier 2012, le pilote a été commandé, qui sera réalisé par Anthony et Joe Russo.
Dès le mois suivant, les rôles ont été attribués dans cet ordre à Justin Kirk, Tyler Labine et Bobby Lee (en), Amy Huberman (en) (Dorothy) et Kym Whitley (en).
Le 7 mai 2012, NBC a commandé la série sous son titre actuel, pour la saison 2012-2013, mais le rôle tenu par Amy Huberman sera recasté, et a annoncé lors des Upfronts six jours plus tard sa case horaire du mercredi à 20 h. Le 24 mai, Joanna García reprend le rôle de Dorothy, et les scènes avec Amy dans le pilote original ont été tournés de nouveau avec Joanna.
Le 14 juin, NBC a dévoilé qu'un « sneak preview » sans pauses publicitaires sera diffusé le 12 août 2012 à 22 h 38 après la cérémonie de fermeture des Jeux olympiques d'été de 2012, et la saison débutera le 26 septembre 2012.
En septembre et octobre, June Diane Raphael, Annie Potts et Adam Goldberg sont invités dans quelques épisodes.
Le 18 octobre 2012, au lendemain du cinquième épisode, la série a été annulée à la suite des mauvaises audiences. Peu après la diffusion du sixième épisode, NBC retire la série de l'horaire, laissant trois épisodes inédits.

## Fiche technique
- Scénario du pilote : Brian Gatewood et Alessandro Tanaka
- Réalisateurs du pilote : Anthony et Joe Russo
- Producteurs exécutifs : Scot Armstrong, Ravi Nandan, Joe Russo et Anthony Russo
- Société de production : Universal Television et American Work Inc.

## Épisodes
| № | Titre                             | Réalisation          | Scénario                            | Première diffusion          | Audience (millions) |
| - | --------------------------------- | -------------------- | ----------------------------------- | --------------------------- | ------------------- |
| 1 | Pilot                             | Anthony et Joe Russo | Brian Gatewood et Alessandro Tanaka | 12 août 2012                | 12,8                |
| 2 | Little Miss Can't Be Wrong        | Jeffrey Melman       | Jamie Rhonheimer                    | 26 septembre 2012           | 5,19                |
| 3 | Cleaning Smelling Pirate          | Anthony Russo        | Aseem Batra                         | 3 octobre 2012              | 4,56                |
| 4 | Dr Yamamazing                     | Jay Chandrasekhar    | John Blickstead et Trey Kollmer     | 10 octobre 2012             | 3,8                 |
| 5 | Who's Afraid of Virginia Coleman? | Jeff Melman          | Curtis Gwinn                        | 17 octobre 2012             | 3,85                |
| 6 | The Two George Colemans           | Elodie Keene         | Steve Hely                          | 24 octobre 2012             | 3,68                |
| 7 | Wingmen                           | Jeff Melman          | Amelie Gillette (en)                | 1er novembre 2012 (NBC.com) |                     |
| 8 | Ralphie                           | Joe Russo            | Brian Gatewood et Alessandro Tanaka | 20 novembre 2012 (NBC.com)  |                     |
| 9 | Turkey Jerky                      | Eric Appel (en)      | Laura Chinn                         | 20 novembre 2012 (NBC.com)  |                     |

## Audiences
L’épisode pilote a eu le privilège d’avoir été diffusé le 12 août 2012 à 23 h sans publicités juste après les Jeux olympiques d'été de 2012, qui ont rassemblé plus de 30 millions de téléspectateurs sur NBC. C’est ainsi qu’il réalise une audience de 12,8 millions de téléspectateurs et récolte un taux de 4.1 % sur les 18-49 ans. Cependant lors de la diffusion des épisodes de la série, les audiences n’ont cessé de diminuer pour atteindre moins de 4 millions de téléspectateurs, de plus la série réalise de mauvaises performances sur la cible des 18/49. Cela a alors conduit à son annulation.
Audiences américaines ?